# Гусев, Иван Миронович
Иван Миронович Гусев (1913—?) — советский работник сельского хозяйства, бригадир тракторной бригады конного завода имени Кирова Целинского района Ростовской области, Герой Социалистического Труда.

## Биография
Родился в 1913 году.
С 1930 года трудился на конном заводе имени Кирова Целинского района ныне Ростовской области. Сначала был рабочим хозчасти, через 2 года, окончив курсы, стал трактористом. Работал на американских тракторах: колесном «Фордзоне», гусеничном «Катерпиллере» — отечественных тракторов в то время не было. Тщательно изучив технику и прицепной к ним инвентарь, стал вскоре передовым механизатором и лучшим организатором работы своих агрегатов в поле. В 1934 году принял тракторную бригаду. В течение 20 лет его механизаторы были лучшими по ремонту и эксплуатации машинно-тракторного парка. Постоянный поиск более эффективной организации труда на выращивании зерновых культур привели Ивана Мироновича к организации на втором отделении конезавода тракторно-полеводческой бригады, которую потом и возглавлял в течение 12 лет.
Занимался общественной деятельностью — в 1957 году избирался в депутаты Целинского районного Совета депутатов трудящихся. Завершил свою трудовую биографию механиком отделения в родном конном заводе, после чего вышел на пенсию. Место и время смерти неизвестны.

## Память
В посёлке Вороново Целинского района (центральной усадьбе Кировского конезавода) одна из улиц названа именем Героя.

## Награды
- Указом Президиума Верховного Совета СССР от 11 января 1957 года за успехи по освоению целинных и залежных земель, проведению уборки урожая и хлебозаготовок, широкое внедрение прогрессивного метода раздельной уборки зерновых в 1956 году Гусеву Ивану Мироновичу присвоено звание Героя Социалистического Труда с вручением ордена Ленина и золотой медали «Серп и Молот».
- Также был награждён орденом Трудового Красного Знамени (1949) и медалями.